# 蔓鴨舌廣舅
蔓鴨舌廣舅（学名：Spermacoce mauritiana）为茜草科鴨舌廣舅屬下的一个种。